# ناصر حسين (لاعب اتحاد الرغبي)
ناصر حسين (بالإنجليزية: Nasser Hussain)‏ هو لاعب اتحاد الرغبي هندي، ولد في 9 مارس 1980 في مومباي في الهند.